# Strada dei Sette Laghi

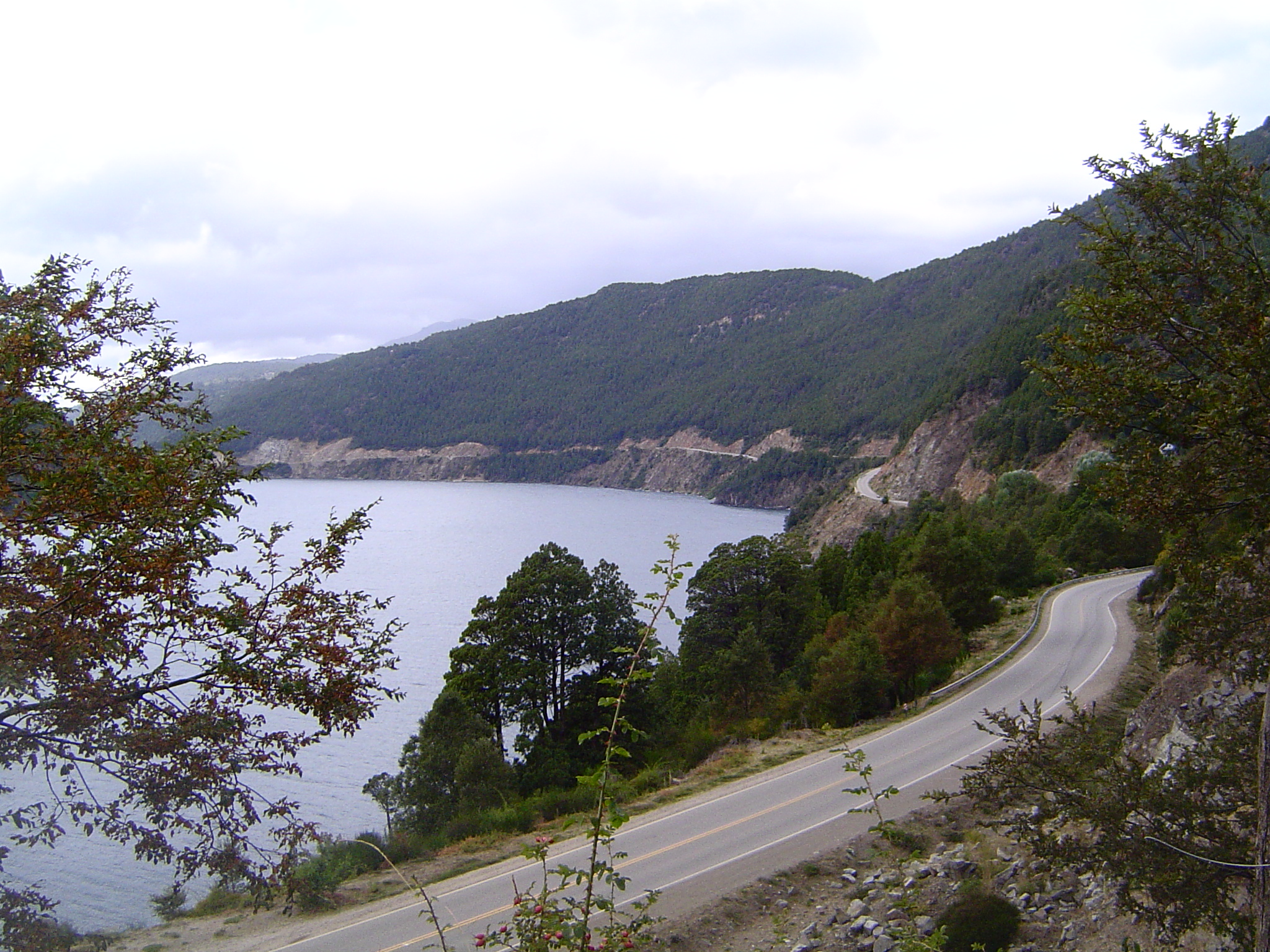
Un tratto della strada dei Sette Laghi

La strada dei Sette Laghi (in spagnolo: Camino de los Siete Lagos) è il nome con cui viene comunemente indicata la strada provinciale 234 fra San Martín de los Andes e Villa La Angostura nella provincia di Neuquén, in Argentina.
I 107 km di strada (di cui circa 50 non asfaltati) attraversano i parchi nazionali Lanín e Nahuel Huapi e offrono accesso a diversi laghi nell'area ricca di foreste della Patagonia andina settentrionale. A causa del terreno sconnesso, la strada è difficilmente percorribile nei mesi invernali, quando le frequenti nevicate lasciano il manto stradale fangoso e costellato di buche profonde.
I sette laghi più importanti lungo la strada (dai quali prende il nome) sono:
- Machónico
- Escondido
- Correntoso
- Espejo
- Lácar
- Falkner
- Villarino

Altri laghi accessibili tramite percorsi secondari sono il lago Meliquina, Hermoso, Traful ed Espejo Chico.